# Норін
Норін (англ. Noreen), Норен (англ. Norene) - ірландське жіноче ім'я, англізована форма імені Нойрін (Nóirín), яке в свою чергу є пестливим варіантом імені Нора, яке є скороченням від Гонора (Honora) або Елеанор. Означає "честь", "мужність".

## Носії
- Норін Каррі
- Норін Кершов

## Зноски
1. ↑  Campbell, Mike. Meaning, origin and history of the name Noreen. Behind the Name (англ.). Процитовано 6 лютого 2025.
2. ↑  Campbell, Mike. Meaning, origin and history of the name Nóirín. Behind the Name (англ.). Процитовано 6 лютого 2025.
3. ↑  Campbell, Mike. Meaning, origin and history of the name Nora (1). Behind the Name (англ.).
4. ↑  Noirin - Baby Name Meaning, Origin and Popularity. www.thebump.com (англ.).